# 切爾沃尼里韋齊
50°22′55″N 28°53′42″E / 50.38194°N 28.89500°E
切爾沃尼里韋齊（烏克蘭語：Червоний Ровець）是烏克蘭北部的村莊，隸屬日托米爾州的日托米爾區。該村面積0.16平方公里，海拔高度201米，2001年人口9，人口密度每平方公里57.69人。